# Personalización de contenidos
La personalización de contenidos es una técnica que trata de eliminar la sobrecarga de información o infoxicación, mediante la adaptación de los contenidos para cada tipo de usuario. Entendemos como usuario cualquier individuo o institución (hombre, mujer, empresa...).

## ¿Dónde se utiliza la personalización?
Antes de la llegada de internet, un consumidor podía tener acceso a una serie limitada de información. La publicidad se convertía así como la única forma de conocer el producto. Cuando ibas a comprar discos o películas sólo tenías a tu disposición las que encontrabas en la tienda de discos o videoclub. De esta falta de información de entonces hemos pasado a la saturación. El problema ahora está en poder separar lo que nos interesa del tipo de información que no deseamos.
La personalización de contenidos se encuentra dentro del ámbito tecnológico, marketing, publicidad, la comunicación política y la comunicación audiovisual en general. Está muy extendida en el mundo de i.Internet, páginas web y buscadores.

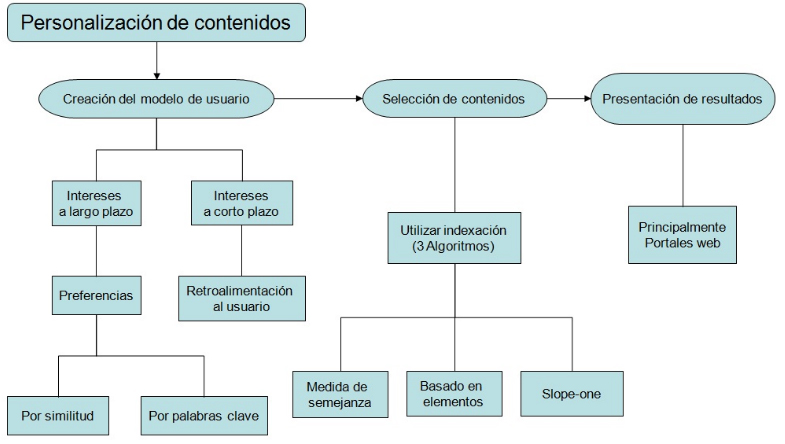
Procedimientos básicos de la personalización de contenidos audiovisuales.

## Funcionamiento
La personalización de contenidos se basa en tres procedimientos básicos que son: la creación de un modelo de usuario, la selección de contenidos a partir del modelado de usuario, y finalmente, la presentación de contenidos.

### Adaptación del modelo de usuario
Con el fin de poder adaptar el contenido al usuario hace falta, primero de todo, identificarlo para poder diferenciarlo del resto y mostrarle aquella información que él desea o que es interesante para él. Un usuario se puede identificar de una forma directa o indirecta.

#### Preferencias del usuarios
El modelo de usuario se basa en representar los intereses de los usuarios mediante diversos puntos de vista. Los intereses del usuario los podemos dividir en dos tipos: intereses a largo plazo y a corto plazo.

#### Intereses a largo plazo
Los intereses a largo plazo son constantes en el tiempo y el usuario es el encargado de definirlos en el momento del registro al sistema de personalización de contenidos.

##### Por similitud
En este caso el usuario no informa de cuáles son sus preferencias sino que el sistema las extrae por similitud entre usuarios, eso es lo que se conoce como Filtros colaborativos. Dos usuarios con características y perfiles similares probablemente coincidirán en muchas de sus preferencias. Por ejemplo, hay páginas web que cruzan información de los diferentes usuarios y del 
contenido que miran, y les proponen contenido en función de las coincidencias con otros usuarios (este sistema es muy utilizado en internet para recomendar música, libros, películas, juegos...).

##### Palabras clave
Sistema básico de referencia donde el usuario puede escoger sus gustos y asignarlos directamente al sistema de adaptación de contenidos con la posibilidad de darle diferentes pesos a cada uno.

#### Intereses a corto plazo
Los intereses a corto plazo son aquellos que se van readaptando con el tiempo. Esta readaptación la efectúa el propio usuario sobre los propios contenidos que va recibiendo. Podemos decir que sus intereses se acomodan a la propia experiencia del usuario mediante votación de contenidos. El usuario puede reaccionar con interés, indiferencia o no interés a los contenidos.
De esta interacción se extraen pesos que constantemente van retroalimentando el modelo de usuario. Lo que hoy gusta mañana puede quedar en el olvido.

### Descripción del contenido
Una vez el usuario está identificado y son conocidas sus preferencias a corto y largo plazo se necesita una información descriptiva del contenido con el fin de poder diferenciarlo si este cumple los requisitos pedidos o no.
Muchas compañías mediante API's (Interfaz de programación de aplicaciones), servicios web y estándares de código abierto dan accesibilidad a su información y contenidos. La descripción de contenidos es posible gracias a la indexación de contenidos y metadatos de estos. Una vez se ha hecho la recopilación de metadatos, estos se procesan como si se tratase de un análisis estadístico predictivo o análisis multivariante. Diferentes tipos de algoritmos para la personalización de contenidos.

#### Indexación
La indexación es el procedimiento por el cual se describe la información y el tipo de contenido que contiene cualquier archivo digital o producto físico. Se basa en el uso de etiquetas descriptivas (metadatos) las cuales permiten realizar búsquedas de material de una forma rápida y eficaz.

#### Algoritmos
1. Medida de semejanza de todos los usuarios con el usuario actual: Se realiza mediante filtros colaborativos, basados en vecinos cercanos, y los intereses del usuario. Para realizar este proceso se hace uso de diferentes algoritmos como por ejemplo: Selección de vecinos y recomendación.
2. Algoritmos basados en elementos: En vez de utilizar similitudes entre usuarios se buscan coincidencias próximas entre elementos. Algoritmos utilizados: Coeficiente de Correlación de Pearson, Similitudes Basadas en Coseno, Similitudes basadas en correlación estadística, etc.
3. Predictores "Slope-One": A la hora de realizar el cálculo de la predicción por un usuario se tiene en cuenta tanto la información de los usuarios que tienen en común la votación de algún elemento como la información del resto de elementos votados.

### Presentación de resultados
Los resultados se pueden presentar de forma muy diversa dependiendo de la información que busquemos. Podemos encontrar desde direccionamientos a bloques, foros, galerías de imágenes, Youtube, Wikipedia, entornos educativos, portales web, etc. Los resultados son representados por el sistema que el recomendador de contenidos ha estado implementado. Normalmente se utilizan portales web.

## Ventajas e inconvenientes
| Pros: - Ahorro de tiempo. - Ahorro económico. - Opción de compartir multitud de contenidos variados e interactivos: en la web, mediante widgets. - Permite el trabajo colaborativo y cooperativo. - Consultar nuestros recursos personalizados desde cualquier dispositivo con conexión a internet. | Contras: - Privacidad/anonimato en la web: el tener un perfil con muchos detalles sobre el usuario puede convertirse en un problema según la información que contenga. - Falta de relevancia: puede haber información que no nos interese debido a no adaptarse a nuestras preferencias. - Falta de credibilidad: al gestionar contenidos web personalizados puede haber información poco contrastada, muy subjetiva o poco creíble. - Falta de contacto: debido a la infoxicación y/o actualización constante de información podemos perder contenidos relevantes. |

## Implementación y futuro
Actualmente la personalización es una práctica muy utilizada y cada vez más presente, ya que se implementa en casi todos los sistemas o espacios donde hay contenidos.
Con la llegada de la TDT y de los centros multimedia (media-centers en inglés), es muy útil poder acceder a los contenidos audiovisuales que uno desea y una de las funcionalidades que permiten muchos de los dispositivos es la grabación de programas o búsquedas de video y es aquí donde aparece la personalización para poder, por ejemplo, grabar aquellos programas que cumplen nuestras preferencias de una forma automática.
La personalización va más allá, ya que en un futuro y gracias a los contenidos inteligentes, será posible no solo decidir que contenido se quiere ver, sino también personalizar la información que hay dentro del propio contenido.

## Ejemplos
- My Yahoo
- Windows Live
- iGoogle
- Netvibes
- Drive